# Karşıbağ, Elâzığ
Karşıbağ là một xã thuộc thành phố Elâzığ, tỉnh Elâzığ, Thổ Nhĩ Kỳ.